# Obi-Wan Kenobi (série de televisão)
Obi-Wan Kenobi é uma minissérie de ficção científica de televisão norte-americana que faz parte da franquia Star Wars, criada para o serviço de streaming Disney+ produzida por Deborah Chow e Joby Harold, estrelado por Ewan McGregor como o personagem Obi-Wan Kenobi, reprisando seu papel da trilogia prequela de Star Wars, ambientada dez anos após os eventos do Episódio III – A Vingança dos Sith (2005), a série segue Kenobi, que ainda sentindo os efeitos da perda de seu ex-aprendiz para o lado negro da Força, parte para resgatar a princesa Leia (Vivien Lyra Blair) sequestrada do Império Galáctico, levando assim a um confronto com seu ex-aprendiz Darth Vader (Hayden Christensen).
Em 2016, o projeto se originou como uma sequência de filmes da saga Star Wars, uma trilogia televisiva trabalhada por Stuart Beattie. Stephen Daldry Hossein Amini Mas foi retrabalhado como uma série spin-off limitada por Amini após o fracasso comercial do filme Solo: Uma História Star Wars (2018).
McGregor foi confirmado para estrelar em agosto de 2019, e Deborah Chow foi contratada para dirigir um mês depois. A produção estava programada para começar em julho de 2020, mas a série foi suspensa em janeiro de 2020 porque a Lucasfilm estava insatisfeita com os roteiros. Joby Harold foi contratado para reescrever a série e atuar como showrunner em abril de 2020, produzindo executivo com Chow, McGregor, Kathleen Kennedy e Michelle Rejwan. O escalação adicional ocorreu em março de 2021, com co-estrelas como Joel Edgerton, Bonnie Piesse, Jimmy Smits, James Earl Jones e Christensen reprisando seus papéis da trilogia prequela. As filmagens começaram em maio de 2021 em Los Angeles, usando a tecnologia de video wall StageCraft, e encerradas em setembro. O compositor de filmes de Star Wars, John Williams, escreveu o tema principal da série, enquanto Natalie Holt compôs a trilha sonora de toda a série.
Os dois primeiros episódios de Obi-Wan Kenobi estrearam em 27 de maio de 2022. Os quatro episódios subsequentes foram lançados semanalmente até 22 de junho. A série recebeu resenhas majoritariamente positivas dos críticos, com elogios ao desempenho de McGregor e à direção de Chow, mas críticas direcionadas a alguns dos roteiros.
Considera-se que a segunda temporada já está em desenvolvimento.

## Premissa
Dez anos após os eventos de Star Wars: Episódio III – A Vingança dos Sith (2005) – em que os Jedi foram destruídos pela Ordem 66 e o aprendiz de Obi-Wan Kenobi, Anakin Skywalker, tornou-se o lorde Sith Darth Vader – Kenobi está escondido no planeta Tatooine, vigiando o filho de Anakin, Luke, quando ele é chamado em uma missão para resgatar a filha de Anakin, Leia, depois que ela é sequestrada pelos inquisidores (caçadores de Jedi) do Império Galáctico em um plano de uma armadilha para atrair Kenobi. Isso leva a um confronto entre Kenobi e Vader.

## Elenco

### Estrelando
- Ewan McGregor como Obi-Wan Kenobi:
um mestre Jedi que sobreviveu à Ordem 66 e agora vive exilado, sob o pseudônimo de "Ben", no planeta Tatooine, cuidando do jovem Luke Skywalker.[6][8] McGregor estava animado para interpretar uma versão do personagem mais próxima do retrato de Alec Guinness da trilogia original de Star Wars do que sua própria versão mais jovem da trilogia prequela,[9] com Kenobi começando a série "quebrado, sem fé e derrotado, [tendo] de certa forma desistido".[10] A produtora executiva Michelle Rejwan descreveu Kenobi como estando em um "momento bastante traumático" após suas perdas em A Vingança dos Sith (2005), incluindo a queda de seu aprendiz Anakin para o lado sombrio da Força. Kenobi deixou Anakin para morrer em Mustafar no final do filme e se sente culpado por isso,[11] com a diretora Deborah Chow intrigada com a ideia de que Kenobi ainda pode se importar profundamente com Anakin.[12] O roteirista principal Joby Harold disse que a série relacionaria a versão "muito emocional" de Kenobi nas prequelas ao "mestre zen" de Alec Guinness em Uma Nova Esperança (1977).[13] McGregor fez parte das conversas sobre a caracterização de Kenobi na série,[11] e assistiu novamente aos filmes da Saga Skywalker para se preparar. Ele também leu romances de ficção científica, incluindo aqueles escritos por Iain Banks, para o papel.[14]

### Co-estrelas recorrentes
- Rupert Friend como Grande Inquisidor:
Um membro da espécie Pau'an de Utapau que é o Inquisidor de mais alto escalão do Império Galáctico.[10] Ele já foi um membro da Ordem Jedi, servindo como Guarda do Templo Jedi. Friend disse que o personagem gostava do som de sua própria voz e ingenuamente acreditava estar "no mesmo nível" de Darth Vader, desejando substituí-lo como aprendiz do Imperador Palpatine. Friend estava animado para trazer o Grande Inquisidor para ação ao vivo e queria permanecer fiel à sua caracterização na série animada Star Wars Rebels, embora ele, Chow e o co-criador de Rebels, Dave Filoni, não quisessem que Friend fizesse uma impressão do ator original, Jason Isaacs.[15]
- Sung Kang como O Quinto Irmão: Um Inquisidor que rivaliza com Reva e segue estritamente as ordens do Grande Inquisidor e de Darth Vader.[16]
- Moses Ingram como Reva / A Terceira Irmã:
Uma inquisidora implacável e ambiciosa que sente a necessidade de se provar para o Grande Inquisidor e Darth Vader.[10][16] Uma ex-Jedi Youngling, ela secretamente planeja vingança contra Vader por matar seus colegas durante a Ordem 66.[17] Reva compartilha um objetivo comum com eles em se dedicar a encontrar Kenobi, embora ela esteja aberta a usar táticas mais impulsivas.[10][16] Harold acreditava que Reva "contribuiria para o legado dos vilões de Star Wars de uma maneira realmente interessante", enquanto Ingram a descreveu como uma "atleta completa" e uma badass.[13] Ingram sentiu que o perdão era um tema central de sua personagem, e que Reva foi motivada pelo trauma da dor de seu passado, acrescentando que "se ela pudesse deixá-lo ir, ou se ela pudesse pelo menos lidar melhor, ela não precisaria fazer as coisas que ela está fazendo".[18] Ela também influenciou a aparência de Reva, insistindo que a personagem usasse seu cabelo crespo natural em vez de uma peruca para que as crianças afro-americanas pudessem imitar a personagem no Halloween.[19]
- Vivien Lyra Blair como Leia Organa: filha de Anakin Skywalker, irmã gêmea de Luke e uma princesa em Alderaan sequestrada por caçadores de recompensas contratados.[20]
- Hayden Christensen como Anakin Skywalker / Darth Vader:
O ex-aprendiz de Kenobi que caiu para o lado negro e se tornou um Lorde Sith. Ele é o pai de Luke Skywalker e Leia Organa.[5][6][21] Não interpretando o personagem desde 2005, Christensen assistiu novamente aos filmes da Saga Skywalker, bem como à série animada Star Wars: The Clone Wars e Rebels, para se preparar para o papel. Ele gostou de ver como a série animada explorou ainda mais a relação entre Anakin e Kenobi.[14] Christensen estava animado para retratar Darth Vader, tendo retratado principalmente o personagem como Anakin Skywalker anteriormente, e discutiu como retratar a força e prisão simultâneas de Vader com Chow;[12] ele chamou Vader na série de "muito poderoso".[13] Dmitrious Bistrevsky é o intérprete de terno para Darth Vader, enquanto Tom O'Connell serviu como dublê.[22]
  - James Earl Jones dubla Darth Vader, reprisando seu papel das mídias anteriores de Star Wars, mais recentemente em Rogue One (2016).[23][24]
- Indira Varma como Tala Durith: Uma oficial imperial desiludida no planeta Mapuzo que ajuda os Jedi a escapar do Império com a ajuda do Caminho.[25]

### Outras co-estrelas
- Benny Safdie como Nari: Um Jedi escondido em Tatooine que escapou da Ordem 66 como um Youngling.[20]
- Joel Edgerton como Owen Lars: Um fazendeiro de umidade em Tatooine, meio-irmão de Anakin Skywalker e tio de Luke que é cético em relação à presença de Kenobi em Tatooine e deseja envolvimento com a vida de Luke.[26][27]
- Bonnie Piesse como Beru Whitesun Lars: esposa de Owen e tia de Luke.[26]
- Simone Kessell como Breha Organa: Rainha de Alderaan, mãe adotiva de Leia e esposa de Bail Organa.[20]
- Flea como Vect Nokru: Um caçador de recompensas contratado para sequestrar Leia Organa.[20]
- Jimmy Smits como Bail Organa: pai adotivo de Leia e senador de Alderaan.[20]
- Kumail Nanjiani como Haja Estree: Um vigarista de nível de rua que trabalha nas ruas de Daiyu, posando como um Jedi. Nanjiani pesquisou vigaristas e mágicos da vida real para se preparar para o papel.[28][25]
- Marisé Álvarez como Nyche Horn: Uma refugiada com um filho pequeno em busca de transporte de Daiyu para Corellia.[25]
- Rya Kihlstedt como a Quarta Irmã: Uma Inquisidora.[20]
- Zach Braff dá voz a Freck: Um motorista de transporte para a instalação de mineração imperial no planeta Mapuzo..[29]
- O'Shea Jackson Jr. como Kawlan Roken: Um líder na rede Caminho que ajuda Jedi a escaparem do Império.[25]
- Maya Erskine como Sully: Um membro da rede Caminho que ajuda Jedi a escaparem do Império.[25]

Além disso, Ming Qiu, um dublê das séries de Star Wars The Mandalorian e O Livro de Boba Fett, retrata o Mestre Jedi Minas Velti durante o flashback da Ordem 66, Grant Feely aparece como Luke Skywalker, filho de Anakin, e Anthony Daniels reprisa seu papel na franquia como C-3PO, enquanto Temuera Morrison aparece como um soldado clone veterano sem-teto depois de interpretar os clones em mídias anteriores de Star Wars. A filha de Ewan McGregor, Esther-Rose McGregor, interpreta Tetha Grig, uma traficante de especiarias que Kenobi encontra nas ruas de Daiyu. Dustin Ceithamer interpreta o droide NED-B.

## Episódios
| N.º | Título     | Dirigido por | Escrito por | Lançamento          |
| --- | ---------- | ------------ | --- | ------------------- |
| 1 | "Part I"   | Deborah Chow | História por : Stuart Beattie e Hossein Amini Roteiro por : Joby Harold e Stuart Beattie e Hossein Amini               | 25 de maio de 2022  |
| Dez anos após a Ordem 66, quando a maioria da Ordem Jedi foi morta, o Grande Inquisidor, o Quinto Irmão e a Terceira Irmã (Reva Sevander) encontram um Jedi sobrevivente, Nari, em Tatooine. Reva fica impaciente e tenta matá-lo, forçando o Grande Inquisidor a detê-la e permitindo que Nari escape. O Grande Inquisidor expressa sua desaprovação pela imprudência e obsessão de Reva em encontrar outro Jedi sobrevivente, Obi-Wan Kenobi, que, sem o conhecimento deles, também está em Tatooine. Sob o pseudônimo de "Ben", Kenobi trabalha em uma fábrica de carne e cuida de um jovem Luke Skywalker, filho de seu ex-aprendiz que se tornou inimigo Anakin Skywalker. Ele é assombrado por memórias de seu passado e é incapaz de se comunicar com seu antigo mestre Qui-Gon Jinn através da Força. Kenobi se recusa a ajudar Nari e depois vê seu cadáver pendurado na cidade. Em Alderaan, a filha de Anakin, Leia, que foi adotada pelo conhecido de Kenobi, o senador Bail Organa, é sequestrada pela gangue de Vect Nokru, um grupo de caçadores de recompensas contratados por Reva para atrair Kenobi. Organa contata Kenobi e implora para ele ajudar a resgatar Leia. Kenobi se recusa a princípio, mas cede depois que Organa se encontra pessoalmente com ele. |            |              | |                     |
| 2 | "Part II"  | Deborah Chow | História por : Stuart Beattie e Hossein Amini Roteiro por : Joby Harold                                                | 27 de maio de 2022  |
| Depois de rastrear os sequestradores no planeta Daiyu, Kenobi encontra o vigarista Haja Estree, que finge ser um Jedi. Haja direciona Kenobi para a localização de Leia, onde ele derrota os sequestradores e a resgata. O Grande Inquisidor descobre sua presença e bloqueia a cidade. Reva desobedece às ordens de se retirar e coloca uma nova recompensa em Kenobi, fazendo com que mercenários ao redor da cidade alvejem ele e Leia. Quando Leia percebe que eles estão atrás de Kenobi, ela perde a confiança nele e foge. Escapando para um telhado com mercenários tentando matá-los, Leia pula e Kenobi a salva usando a Força, ganhando sua confiança. Haja os encontra e os direciona para um porto de carga desprotegido do qual eles podem escapar, mas não pode impedir Reva de segui-los. Reva revela a Kenobi que Anakin, que Kenobi acreditava estar morto, ainda está vivo como Darth Vader. O Grande Inquisidor chega para prender o próprio Kenobi, mas Reva o esfaqueia com seu sabre de luz, permitindo inadvertidamente que Kenobi e Leia escapem. Em Mustafar, Vader desperta em um tanque bacta. |            |              | |                     |
| 3 | "Part III" | Deborah Chow | Joby Harold & Hannah Friedman eHossein Amini e Stuart Beattie                                                          | 1 de junho de 2022  |
| Em sua fortaleza em Mustafar, Vader instrui Reva a encontrar Kenobi, prometendo promovê-la a Grande Inquisidora se ela conseguir. O transporte de Kenobi e Leia aterrissa no planeta mineiro Mapuzo e eles seguem para o encontro fornecido por Haja. Não encontrando ninguém lá, eles pegam uma carona em um transporte imperial. Eles são descobertos e tropas imperiais são enviadas para capturá-los, mas eles recebem ajuda de uma oficial imperial, Tala, que é membra de uma rede clandestina, o Caminho, que esconde dissidentes e foras-da-lei caçados pelo Império. Ela os acompanha até uma passagem subterrânea secreta, mas antes que eles possam sair, Vader e os Inquisidores chegam e começam a machucar os espectadores inocentes para atrair Kenobi. Kenobi manda Leia e Tala à frente enquanto ele oferece uma distração. Ele é finalmente confrontado por Vader, que domina Kenobi com seu estrangulamento da Força e o queima, deixando-o com muita dor. Tala oferece uma distração para salvar Kenobi, mas Leia é capturada por Reva. |            |              | |                     |
| 4 | "Part IV"  | Deborah Chow | Joby Harold & Hannah Friedman                                                                                          | 8 de junho de 2022  |
| Tendo escapado de Vader em Mapuzo, Kenobi e Tala se infiltram na fortaleza dos Inquisidores na lua oceânica de Nur no sistema Mustafar para resgatar Leia, agora sendo interrogada por Reva para obter detalhes sobre o Caminho. Durante a infiltração, Kenobi descobre um cofre de troféus cheio de cadáveres preservados de Jedis que foram capturados e mortos, incluindo uma criança. Enquanto eles são bem sucedidos em libertar Leia, o disfarce de Tala é descoberto e sua presença é revelada. Eles finalmente escapam da fortaleza com a ajuda do comandante do Caminho Roken e suas tropas de guerrilha. Vader fica furioso com o curso dos eventos e ameaça matar Reva por seu fracasso, mas a poupa quando ela revela que, em antecipação a um resgate, ela anexou um rastreador ao droide companheiro de Leia, Lola. |            |              | |                     |
| 5 | "Part V"   | Deborah Chow | Joby Harold & Andrew Stanton                                                                                           | 15 de junho de 2022 |
| Rastreando o Caminho para seu esconderijo, Vader promove Reva a Grande Inquisidora e inicia o cerco às instalações. Ganhando tempo, Obi-Wan confronta Reva e deduz que ela conhece a verdadeira identidade de Vader porque testemunhou o massacre no templo Jedi como uma criança. Ele percebe que ela não deseja servir Vader, mas matá-lo por vingança. A instalação é invadida e Tala se sacrifica para salvar Obi-Wan. Percebendo que não há como vencer, Obi-Wan se rende e consegue convencer Reva a assassinar Vader quando ela entrega Kenobi a ele. Enquanto isso, Leia consegue consertar as portas, permitindo que o Caminho seja evacuado. Reva trai e ataca Vader, mas é rapidamente dominada e esfaqueada. O Grande Inquisidor original reaparece, revelado estar vivo, e ambos a deixam para morrer. Enquanto Obi-Wan, Leia e a rede do Caminho deixam o planeta e uma Reva ferida encontra o transmissor de Obi-Wan e vê uma mensagem apontando-a para Tatooine. |            |              | |                     |
| 6 | "Part VI"  | Deborah Chow | História por : Stuart Beattie eJoby Harold & Andrew Stanton Roteiro por : Joby Harold & Andrew Stanton e Hossein Amini | 22 de junho de 2022 |
| Reva chega a Tatooine para localizar Luke, enquanto Vader persegue Kenobi e o Caminho em seu destróier estelar. Kenobi se separa do grupo para que o Caminho possa escapar depois de perceber que Vader está apenas atrás dele. Ele vai para um planeta próximo e luta contra Vader sozinho e o incapacita, danificando o capacete e o dispositivo de respiração de Vader. Depois de ver o rosto de seu ex-aprendiz pela primeira vez em dez anos, Kenobi pede desculpas a Vader pelos eventos que levaram à transição de Anakin para Vader, ao qual Vader responde que ele não é o fracasso de Obi-Wan e que foi o próprio Vader que "matou" que destruiu Anakin, não Obi-Wan. Acreditando que seu ex-amigo se foi de vez, Kenobi vai embora, para desgosto de Vader, que grita em raiva com a partida de Kenobi. Enquanto isso, Reva chega à casa de Luke e confronta Owen e Beru. Depois de subjugá-los, ela persegue Luke no deserto, mas eventualmente o devolve para sua família depois de lembrar do massacre de Anakin no Templo Jedi. Liberada do lado sombrio, Kenobi a parabeniza por superar seu trauma do passado. Em Mustafar, um Vader curado abandona sua busca por Kenobi depois que seu mestre, o Imperador Palpatine, questiona seus motivos e lealdade. De volta a Alderaan, Leia encontrou uma nova determinação em seus deveres como princesa. Kenobi os visita e afirma que ajudará os Organas quando necessário, e se despede de Leia. Voltando a Tatooine, ele resolve seu conflito com Owen permitindo que Luke tenha uma infância normal e o cumprimenta antes de se aventurar no deserto. Tendo encontrado sua paz interior, ele finalmente consegue ver e conversar com o fantasma da Força de Qui-Gon. |            |              | |                     |

Todos os episódios são dirigidos por Deborah Chow, com Joby Harold, Stuart Beattie, Hossein Amini e Hannah Friedman entre os escritores da série.

## Produção

### Contexto
O CEO da Disney Bob Iger anunciou o desenvolvimento de diversos filmes spin-off avulsos de Star Wars em fevereiro de 2013. Obi-Wan Kenobi teve uma vitória esmagadora em uma pesquisa feita pela revista The Hollywood Reporter em agosto de 2016, que perguntava qual personagem de Star Wars merecia um filme derivado. Ewan McGregor, que viveu Kenobi na trilogia prequela de Star Wars, ainda não havia sido escada mas o ator já havia dito que estava disposto a reprisar o papel, levando a uma reunião formal com a Lucasfilm para que a empresa avaliasse seu interesse em retomar ao personagem para um filme derivado. Stephen Daldry iniciou discussões sobre dirigir um filme estrelando Kenobi em agosto de 2017 e supervisionando o desenvolvimento e a escrita do filme junto da Lucasfilm, e havia contactado a Hossein Amini sobre a escrita do filme. Amini ingressou no projeto por volta do final de 2017.
Em maio de 2018, o título do filme foi anunciado como sendo Obi-Wan: A Star Wars Story, com o enredo seguindo Kenobi em sua proteção do jovem Luke Skywalker no planeta Tatooine em meio a tensões entre fazendeiros locais e o Povo da Areia. A produção do filme estava prevista para acontecer na Irlanda do Norte sob o título de trabalho Joshua Tree, iniciando em 2019 no Paint Hall Studios em Belfast, uma vez que a produção da temporada final de Game of Thrones tivesse terminado, no fim de 2018. No entanto, a Disney cancelou seus filmes derivados de Star Wars, incluindo o de Kenobi, devido ao fracasso financeiro do filme Han Solo: Uma História Star Wars (2018). O foco da Lucasfilm passou a apontar para o desenvolvimento de séries para o serviço de streaming Disney+, como foi o caso de The Mandalorian. Em agosto de 2018, McGregor disse que havia sido pedido por um spin-off envolvendo Kenobi por "anos e anos" e estava feliz por estar envolvido, mas observou que não haviam planos para um filme do tipo àquela altura. Ele estava interessado em explorar o personagem no tempo entre sua atuação nos filmes prequela e a de Alec Guinness na trilogia original.

### Desenvolvimento
McGregor iniciou negociações para estrelar uma série de televisão para o Disney+ focada em Obi-Wan Kenobi por volta do meio de agosto de 2019. Mais tarde naquele mês, no evento do D23, fã club da Disney, a presidente da Lucasfilm, Kathleen Kennedy, e McGregor anunciaram oficialmente que o ator iria reprisar seu papel como Kenobi an nova produção, que se passaria oito anos após os eventos de A Vingança dos Sith (2005). A filmagem estava programada para iniviar em julho de 2020, e o roteiros para a série limitada de seis episódios já haviam sido escritos por Amini na época do anúncio. McGregor disse que o anúncio foi alívio, explicando que ele vinha mentindo sobre seu envolvimento em um derivado focado em Kenobi há quatro anos. Um ano depois, Kennedy anunciou que Deborah Chow dirigiria a série de Kenobi, depois de impressioná-la na direção de alguns episódios de The Mandalorian.
Em novembro de 2019, Amini disse que o período de tempo da série era fascinante, uma vez que Kenobi estava lidando com a perda de seus amigos e da Ordem Jedi, o que permitiu que explorasse aspectos da franquia além de apenas ação, como, por exemplo, o lado espiritual. Sua inspiração veio das mesmas fontes que inspiraram o criador de Star Wars, George Lucas, incluindo O Herói de Mil Faces, de Joseph Campbell, a história e cultura dos Samurais e o Budismo. Comparando os roteiros da série com seus planos iniciais de um filme, Amini disse que era capaz de explorar mais os personagens, a política e a história na série do que em um filme de duas horas, onde "sempre há uma ordem imperativa por ação e o enredo se desenvolve muito rápido". Chow sentiu que seu trabalho em The Mandalorian foi o melhor treinamento que ela poderia ter tido para a série de Kenobi, aprendendo com seus diretores executivos, Jon Favreau e Dave Filoni.
A pré-produção da série estava em andamento no Pinewood Studios, em Londres, em janeiro de 2020, e os testes de tela estavam acontecendo com atores que enfrentariam. No fim do mês, rumores começaram a circular de que a série havia sido cancelada por problemas de produção. Ainda que este não fosse o caso, a série foi colocada em espera por um período indeterminado e a equipe envolvida foi mandada para casa. Foi dito que Kennedy não estava feliz com os roteiros da série, que possuía claramente uma linha de roteiro muito semelhante à de The Mandalorian, onde o personagem título protege "A Criança", assim como Kenobi protegeria Skywalker das ameaças de Darth Maul. Chow mostrou os roteiros para Favreau e Filoni, que se preocuparam com as semelhanças com The Mandalorian e encorajou Chow e a série a "ir mais além". A Lucasfilm iniciou a procura de um novo escritor para a série recomeçar nos roteiros, com Chow esperando ainda para dirigir. Kennedy explicou que eles esperavam ter uma "história esperançosa e construtiva", e disse que por em prática isso seria complicado, dado o estado em que Kenobi está após A Vingança dos Sith. Acrescentou ela: "Você não pode simplesmente acenar a varinha mágica com qualquer escritor e chegar a uma história que necessariamente reflete o que você quer sentir". A ideia era que a pré-produção se iniciasse mais uma vez no meio de 2020, uma vez que tudo estivesse reescrito. Houve ainda rumores de que os episódios haviam sido reduzidos de seis para quatro, mas McGregor observou que não acreditava que esse fosse o caso. Ele acrescentou que a Lucasfilm optou por passar mais tempo escrevendo o roteiro, seguindo o lançamento de A Ascenção Skywalker (2019), e as filmagens foram adiadas para janeiro de 2021, mas que não acreditava que isso impactaria no calendário planejado para o lançamento da série.
Joby Harold foi contratado para assumir como roteirista por Amini em abril de 2020, e atuar como showrunner. Em outubro do mesmo ano, o file foi adiado para março de 2021, devido à pandemia de COVID-19. Kennedy anunciou oficialmente no Disney Investor Day, no dia 10 de dezembro, que a série se chamaria Obi-Wan Kenobi e Chow estaria na direção. Em fevereiro de 2021, McGregor revelou que as filmagens da série aconteceriam em Los Angeles, ao invés de Londres e Boston, Lincolnshire, na Inglaterra, como havia sido anunciado anteriormente. Os produtores executivos da série são Kennedy, Michelle Rejwan, Chow, McGregor e Harold, e é composta por seis episódios.
Obi-Wan Kenobi foi criado como uma série delimitada, com Chow afirmando que era "uma grande história com começo, meio e fim". Embora isso, Kennedy disse que havia uma chance de que mais da série pudesse ser feita devido ao tempo agradável que o elenco e a equipe tiveram ao criá-la, desde que tivesse uma razão convincente para retornar ao personagem.

### Roteiro
A história passou por "mudanças significativas" após a contratação de Harold, de acordo com Chow, embora alguns elementos dos roteiros originais tenham permanecido. Os elementos da história concebidos por Amini estão incluídos em pelo menos os três primeiros episódios, com Amini e Stuart Beattie recebendo créditos de escrita nesses episódios. Harold queria explorar o que aconteceu entre o retrato de Obi-Wan de McGregor e o de Alec Guinness na trilogia original, e observou que a série ocorre quando o Império está "em ascensão" e os Jedi foram exterminados com quaisquer sobreviventes restantes fugindo e se escondendo. Longas discussões foram realizadas antes de ser decidido incluir Darth Vader na série, que também apresenta a introdução em live-action dos Inquisidores de Vader, com o objetivo de caçar os Jedi restantes. A maneira como Vader aparece na série e a ideia de apresentar os Inquisidores foram sugeridas por Filoni depois que os roteiros originais apresentavam diferentes vilões, incluindo Darth Maul. Kennedy e Chow alertaram contra qualquer conexão aberta com The Mandalorian e sua série derivada, com Chow afirmando que as conexões mais fortes entre Obi-Wan Kenobi e o resto da franquia Star Wars foram para os filmes prequelas. Um novo planeta introduzido para a série é Daiyu, que Harold comparou a Hong Kong com uma "vida noturna cheia de grafites"; serve como um contraste com o planeta deserto Tatooine, onde grande parte da série acontece.

### Elenco
Junto do anúncio da série na D23, em agosto de 2019, veio a confirmação de que McGregor estrelaria a série, reprisando seu papel como Kenobi, da trilogia prequela. Quando a produção foi encerrada em janeiro de 2020, Ray Park estava se preparando para reprisar seu papel como Darth Maul e um ator havia sido escalado para interpretar um jovem Luke Skywalker. Ambos deixaram a série depois que Maul foi retirado dos novos roteiros e a produção foi adiada.
Kennedy anunciou em dezembro de 2020 que Hayden Christensen também repetiria seu papel da trilogia prequela como Darth Vader. McGregor declarou que se reunir mais uma vez com Christensen na série foi "a coisa mais bela de todas", enquanto Kennedy descreveu o reencontro como a "revanche do século". Em março de 2021, Moses Ingram, Kumail Nanjiani, Indira Varma, Rupert Friend, O'Shea Jackson Jr., Sung Kang, Simone Kessell, e Benny Safdie entraram para o elenco, com Joel Edgerton e Bonnie Piesse revivendo seus papéis como Owen Lars e Beru Whitesun Lars, respectivamente, dos filmes prequela. Foi relatado que Ingram estaria dando vida a um "papel muito importante" na série. Um mês depois, Maya Erskine foi escalada para um papel de apoio, supostamente para ao menos três episódios, enquanto Rory Ross revelou seu envolvimento em janeiro de 2022.
Em março de 2022, Ingram, Friend e Kang foram revelados interpretando os Inquisidores, respectivamente, Reva / a Terceira Irmã, o Grande Inquisidor e o Quinto Irmão. O Grande Inquisidor e o Quinto Irmão surgiram anteriormente na animação Star Wars Rebels, dublados por Jason Isaacs e Philip Anthony-Rodriguez, respectivamente. Isaacs já havia manifestado interesse em reprisar seu papel em live-action. Varma foi confirmada para interpretar uma oficial imperial, e Grant Feely foi revelado como o novo ator do jovem Luke Skywalker.

### Design
Todd Cherniawsky é o designer de produção da série, com Suttirat Anne Larlarb trabalhando como designer de figurino.

### Filmagem
As filmagens estavam previstas para iniciar em abril de 2021 em Los Angeles, com Deborah Chow na direção; McGregor confirmou que as gravações começaram no dia 11 de maio. Chung-hoon Chung atua como diretor de fotografia na série, que usa a tecnologia de video wall, StageCraft, já usada anteriormente por The Mandalorian e The Book of Boba Fett. McGregor realizou os testes de figurino para Obi-Wan Kenobi no set de The Mandalorian em Los Angeles, e sentiu que a tecnologia do StageCraft o permitiu curtir mais trabalhar na série do que nos filmes prequelas, devido ao uso de chroma key neles. McGregor confirmou que as filmagens terminaram em 19 de setembro de 2021.

### Música
Em meados de fevereiro de 2022, John Williams gravou o tema principal da série com uma orquestra em Los Angeles. Williams compôs anteriormente as partituras dos principais filmes de Star Wars e originalmente escreveu um tema para Obi-Wan Kenobi em Star Wars (1977), entretanto isso mais tarde se tornou relacionado à Força em geral. Esta série foi a segunda vez que Williams escreveu um tema para um projeto de Star Wars para o qual ele não era o compositor principal, seguindo Han Solo: Uma História Star Wars (2018), e foi a primeira série de televisão semanal para a qual Williams compôs o tema desde Amazing Stories em 1985. A gravação do resto da trilha sonora da série, escrita por um compositor não divulgado, estava acontecendo em Londres há vários meses quando o envolvimento de Williams foi anunciado.

## Marketing
Um pequeno carretel foi lançado em 12 de novembro de 2021, como parte da celebração do Disney+ Day, que abrangeu a arte conceitual e McGregor e Chow discutindo a série. O primeiro trailer da série foi lançado em 9 de março de 2022 durante a reunião anual de acionistas da Disney e online. O uso da partitura de Williams no trailer foi um destaque notável, com Zack Sharf da Variety dizendo que o "momento mais inspirador" do trailer foi o uso de "Duel of the Fates" uma vez que é "uma das peças mais bombásticas da trilha sonora de Williams" e apresentá-la no trailer "aponta para uma reunião do amigo [Obi-Wan] e inimigo [Anakin Skywalker] na nova série".

## Lançamento
Obi-Wan Kenobi estreou no Disney+ em 26 de maio de 2022, com seus dois primeiros episódios. Eles foram liberados três horas antes do esperado, às 21h. PDT, em vez de às 12h PDT de 27 de maio. Um aviso de conteúdo foi adicionado ao primeiro e quinto episódios devido às semelhanças entre cenas que retratam violência envolvendo crianças durante a Ordem 66 e o tiroteio na Robb Elementary School em 24 de maio. Os outros quatro episódios da série estão sendo lançados semanalmente às quartas-feiras de 1 de junho a 22 de junho. Foi originalmente programada para estrear em 25 de maio, o 45º aniversário do filme original de Star Wars em 1977.

## Recepção
| - Obi-Wan Kenobi (2022): Porcentagem de avaliações positivas rastreadas pelo site Rotten Tomatoes | |
|                                                                                                   | Esta página contém um gráfico que utiliza a extensão <graph>. A extensão está temporariamente indisponível e será reativada quando possível. Para mais informações, consulte o ticket T334940. |

### Audiência
Disney afirmou que a série Obi-Wan Kenobi na estreia, foi a série mais assistida do serviço de streaming no fim de semana estreia. De acordo com o site da Samba TV, "Part I" foi visto por 2,14 milhões de lares nos Estados UNidos entre 27 e 30 de maio, superando a estreia da segunda temporada de The Mandalorian (2,08 milhões) e The Book of Boba Fett (1,5 milhões).

### Crítica
O site agregador de críticas Rotten Tomatoes reportou um índice de aprovação da série de 82%, baseado em 346 resenhas. O consenso do site foi: "Este não será o Obi-Wan Kenobi que alguns espectadores estavam procurando, mas o desempenho comovente de Ewan McGregor e algumas reviravoltas refrescantes tornam isso uma adição satisfatória – embora tortuosa – à saga Star Wars". Já no site Metacritic, a série tem uma pontuação média ponderada de 73 em 100, com base em 19 resenhas, indicando "críticas geralmente favoráveis".